# Umm Mil
Um Mil (tiếng Ả Rập: أم ميل) là một ngôi làng Syria nằm ở phó huyện Barri Sharqi ở huyện Salamiyah, Hama. Theo Cục Thống kê Trung ương Syria (CBS), Um Mil có dân số 118 người trong cuộc điều tra dân số năm 2004.